# Les Mystères du cosmos (série documentaire)
 (juillet 2015).
Si vous disposez d'ouvrages ou d'articles de référence ou si vous connaissez des sites web de qualité traitant du thème abordé ici, merci de compléter l'article en donnant les références utiles à sa vérifiabilité et en les liant à la section « Notes et références ».
Les Mystères du cosmos est une émission de téléréalité américaine Documentaire, Sciences et technique diffusée depuis 2009 sur la chaîne de télévision National Geographic Channel. En France, l'émission est diffusée depuis 2014 sur RMC Découverte.

## Description
Les Mystères du cosmos présente les récentes découvertes scientifiques et les énigmes de notre univers comme les tempêtes solaires, la vie sur d'autres planètes, les volcans géants et les astéroïdes tueurs,.

## Émissions
| Saison | Saison | Épisodes | Début | Fin |
| ------ | ------ | -------- | ----- | --- |
|        | 01     | 3        | -     | -   |
|        | 02     | 6        | -     | -   |
|        | 03     | 8        | -     | -   |

## Épisodes

### Saison 01 (2009)
1. S1E1 : La taille[3]
2. S1E2 : Les Forces[4]
3. La Vitesse (Titre anglais inconnu)

### Saison 02
1. Seuls dans l'univers ? (Titre anglais inconnu)
2. Les collisions (Titre anglais inconnu)
3. Les cyclones (Titre anglais inconnu)
4. Frontières infinies (Titre anglais inconnu)
5. Forces terrestres (Titre anglais inconnu)
6. Premiers astronomes (Titre anglais inconnu)

### Saison 03
1. Survie dans l'espace (Titre anglais inconnu)
2. Chasse au trésor (Titre anglais inconnu)
3. Puissance d'une étoile[5]
4. Technologie dans l'espace (Titre anglais inconnu)
5. Eruptions cosmiques (Titre anglais inconnu)
6. Chantiers de l'espace (Titre anglais inconnu)
7. Voyage dans l'espace (Titre anglais inconnu)
8. Le cycle de la vie (Titre anglais inconnu)